# Joseph McCarthy
Joseph McCarthy (Grand Chute, Wisconsin, 14. studenog 1909. – Washington, DC, 2. svibnja 1957.), američki političar 
Kao republikanski senator od 1950. vodio je žestoku protukomunističku kampanju pod izgovorom da su najveći američki državnici i intelektualci pod utjecajem komunista i njihovih agenata. "Makartizam" je opovrgnula Republikanska stranka, a njegova inspiratora osudio Senat 1954. godine.